# Sven Hergovich

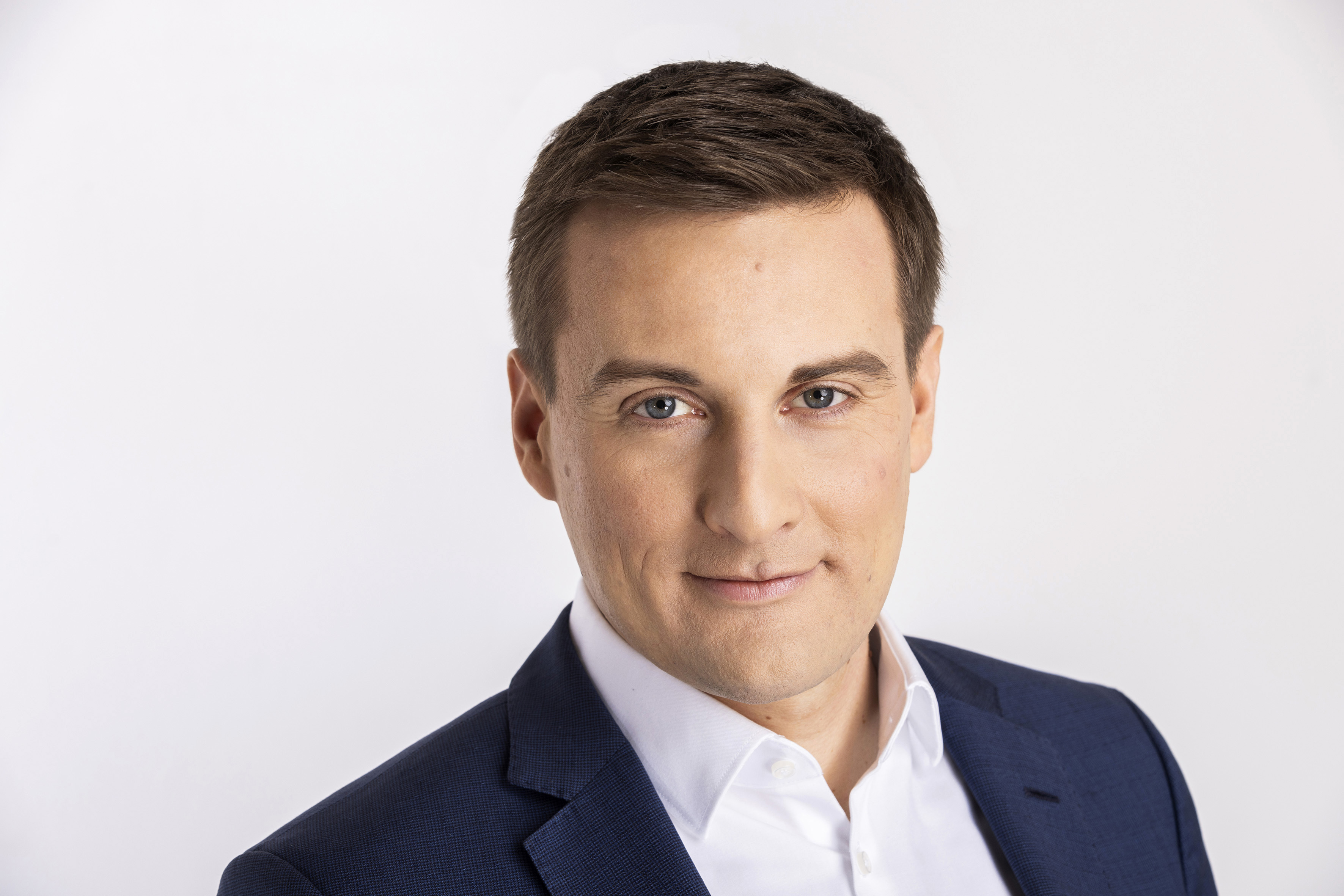
Sven Hergovich (2017)

Sven Hergovich (geboren am 22. Oktober 1988 in Korneuburg) ist ein österreichischer Politiker (SPÖ). Seit 2023 ist er Landesparteiobmann der SPÖ Niederösterreich. Seit 23. März 2023 ist er Landesrat für Baurecht in der Landesregierung Mikl-Leitner III. Von 2018 bis 2023 war Hergovich Landesgeschäftsführer des Arbeitsmarktservice (AMS) in Niederösterreich.

## Leben
Hergovich wuchs im Wiener Gemeindebezirk Favoriten auf, wo er Vorsitzender der Jungen Generation der SPÖ war. Nach der Matura war er Zivildiener bei Global 2000. In der Folge stieg er dort zum Vorstandsmitglied auf; er übte diese Funktion von 2010 bis 2012 aus. Ein Studium der Volkswirtschaft an der Universität Wien schloss er 2013 mit einer Diplomarbeit zum Thema Der Nettobeschäftigungseffekt von Green Jobs am Beispiel Österreich als Magister ab. Anschließend war er unter anderem in der Arbeiterkammer Wien und als Referent im Kabinett von Doris Bures und Alois Stöger im Verkehrsministerium tätig. 2016/2017 war er als Arbeitsmarktexperte im Kabinett von Stöger im Sozialministerium und stellvertretender Leiter des Ministerbüros.
Im November 2017 wurde er stellvertretender Landesgeschäftsführer des Arbeitsmarktservice (AMS) in Niederösterreich, dessen Geschäftsführer er am 1. Juli 2018 wurde. Bei der Nationalratswahl 2019 kandidierte er für die SPÖ an zehnter Stelle der Wiener Landesliste.
Überregional ist er bislang durch zwei Projekte aufgefallen, die zu Beginn als kontroversiell galten. In Gramatneusiedl bekommt seit Herbst 2020 jeder, der länger als neun Monate arbeitslos ist, mit Garantie einen geeigneten Job angeboten – entweder eine geförderte Stelle bei einem bestehenden Betrieb der Region oder in einem sozialen Unternehmen des AMS. Es besteht kein Zwang, dieses Angebot auch anzunehmen. Hergovich stellte die Betroffenen vor eine klare Alternative: Arbeit mit Jobgarantie oder  Langzeitarbeitslosigkeit. Die Sozialbetriebe des AMS arbeiten im nachhaltigen Sektor, beispielsweise in der Restauration von Möbeln oder bei Renovierungen von Altbauten. Die Evaluierung wurde von Forschern der Universität Oxford übernommen. Als Ergebnis wurde verkündet, dass es 60 Prozent weniger Langzeitarbeitslose gäbe und insgesamt eine um 20 Prozent geringere Arbeitslosigkeit in Gramatneusiedl. Es gab dabei einen historischen Bezug zur bekannten Studie über Arbeitslosigkeit von Maria Jahoda, Paul Lazarsfeld und Hans Zeisel aus dem Jahre 1933. Deren Forschungsarbeit fand in Marienthal statt, einem Ortsteil von Gramatneusiedl. Hergovichs Projekt wurde im Mai 2023 in Warschau mit dem „Innovations in Politics“-Award in der Kategorie „Local Development“ ausgezeichnet.
Im Waldviertel etablierte Hergovich das erste Klimaschutz-Ausbildungszentrum Europas. Etwa 400 Arbeitslose, teils mit Pflichtschulabschluss oder abgebrochener Lehre, sollen ab 2023 in Sigmundsherberg zu Fachkräften ausgebildet werden. Spezialisiert werden sollen die Arbeitslosen in allen Bereichen, die dem Kampf gegen die Erderwärmung dienen.
Nach der Landtagswahl in Niederösterreich 2023 wurde er am 30. Jänner 2023 als Nachfolger von Franz Schnabl als Landesparteiobmann der SPÖ Niederösterreich designiert. Er legte die Leitung des AMS Niederösterreich zurück und wurde am 23. März 2023 als Landesrat für Verwaltung, Baurecht und die SPÖ-geführten Gemeinden in der Landesregierung Mikl-Leitner III angelobt. Zu seiner Nachfolgerin als Landesgeschäftsführerin des AMS Niederösterreich wurde im Juli 2023 Sandra Kern bestellt.
Am 24. Juni 2023 wurde Hergovich mit 96,2 % zum neuen Vorsitzenden der Landespartei NÖ der SPÖ gewählt.
Im Oktober 2024 heiratete er seine Lebensgefährtin.

## Veröffentlichungen
- Sven Hergovich: Der Nettobeschäftigungseffekt von Green Jobs am Beispiel Österreich, Universität Wien: Hochschulschrift 2013[5]